# Kinästhesie

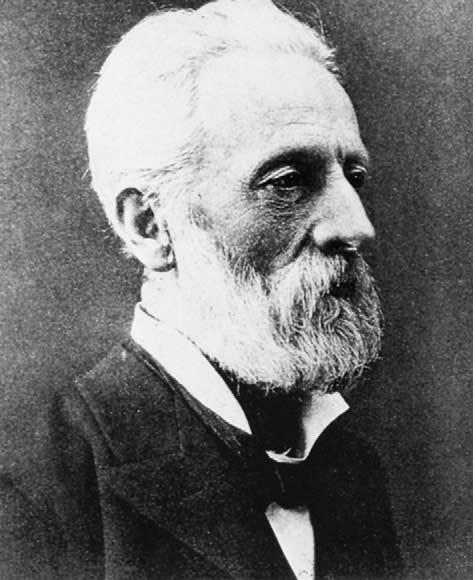
Henry Charlton Bastian

## Bedeutung
Kinästhesie bedeutet Bewegungsempfindung und ist als „Fähigkeit, Bewegungen der Körperteile unbewusst zu kontrollieren und zu steuern“ definiert. Die Wortschöpfung kinaesthesis – eine Kombination der beiden altgriechischen Wörter κινέω kineō, deutsch ‚bewegen, sich bewegen‘ und αἴσθησις aisthēsis, deutsch ‚Wahrnehmung, Erfahrung‘ – geht zurück auf den britischen Neurologen Henry Charlton Bastian, der um 1880 anregte, damit den Bewegungssinn (Sense of Movement → Kinaesthesis) und ein für die Verarbeitung von Bewegungsempfindungen zuständiges Gehirnareal (Sense of Movement Centre → Kinaesthetic Centre) zu bezeichnen.

## Begriffsverwendung
In der Sinnesphysiologie wird der Begriff Kinästhesie benutzt, um  eine der drei Sinnesmodalitäten der Propriozeption – den Bewegungssinn – zu bezeichnen (neben Lagesinn und Kraftsinn). Die Kinästhesie basiert auf Rezeptoren des Bewegungsapparates in Gelenken, Muskeln (Muskelspindeln) und Sehnen (Golgi-Sehnenorgane) und läuft zu großen Teilen unbewusst ab.

Sinnesorgane der Kinästhesie:
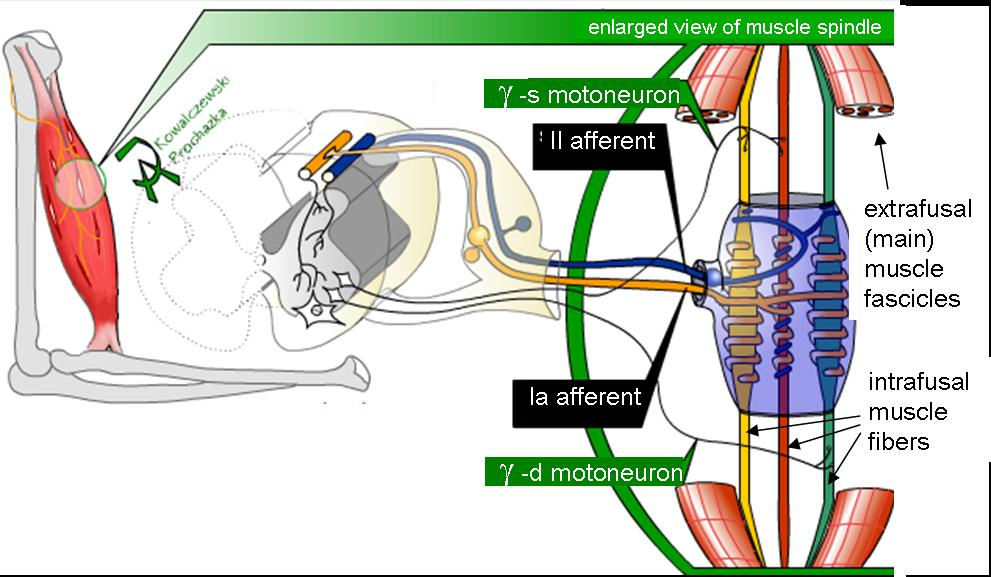
Muskelspindel
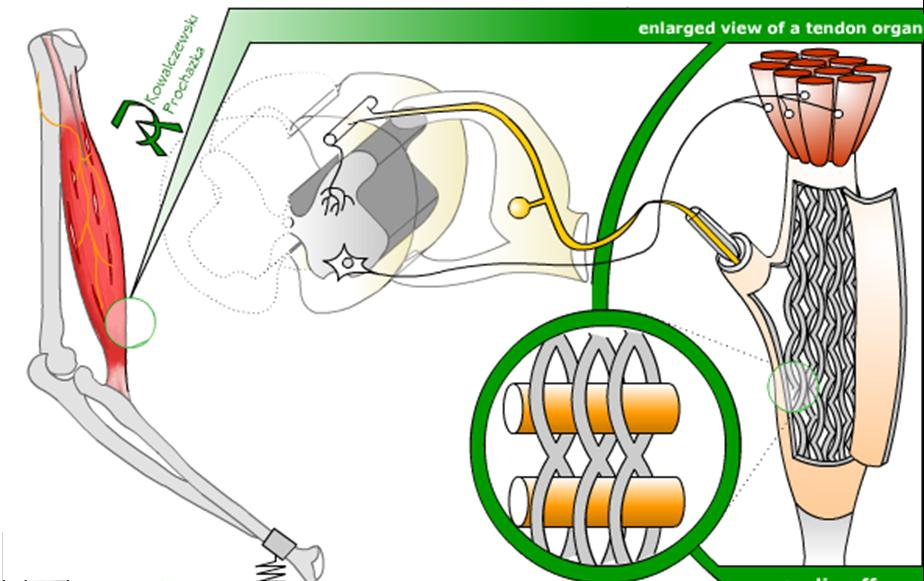
Golgi-Sehnenorgan

- In der Kinästhetik – wie auch in der Psychologie, Pädagogik und Pflegewissenschaft – werden Bezeichnungen wie kinästhetische Wahrnehmung, kinästhetischer Sinn oder kinästhetisches Sinnessystem häufig als Synonyme für die Propriozeption bzw. Tiefensensibilität an sich, also als Sammelbegriffe für Lage-, Kraft- und Bewegungssinn verwendet.[Anm. 3]

- In Verbindung mit der taktilen Wahrnehmung sind auch die Begriffe taktil-kinästhetischer Sinn und taktil-kinästhetisches Sinnessystem gebräuchlich.